# Bundesliga de 1993–94
A Primeira Divisão da Bundesliga de 1993–94, denominada oficialmente de Fußball-Bundesliga 1993-1994, foi a 31.ª edição da principal divisão do futebol alemão. O campeão foi o FC Bayern München que conquistou seu 13.º título na história do Campeonato Alemão.

## Premiação
| Bundesliga de 1993–94                   |
| Baviera                                 |
| --------------------------------------- |
| FC BAYERN MÜNCHEN Campeão (13.º título) |